# Negramaro
Negramaro é uma banda italiana de pop de Salento  (Apúlia). 
Os seis músicos da banda são Giuliano Sangiorgi (voz, guitarra, piano), Emanuele Spedicato (guitarra), Ermanno Carlà (baixo), Danilo Tasco (bateria), Andrea Mariano (pianoforte) e Andrea De Rocco.

## O início
O Negramaro é formado por seis músicos, nascidos e criados na província de Lecce. Graças a numerosas apresentações a banda tornou-se rapidamente um fenômeno no circuito alternativo. Lançaram o primeiro álbum, Negramaro, em 2003, mas é com 000577, de 2004, que começaram a se afirmar no circuito musical italiano.

## Carreira
Nos anos seguintes a vocação do grupo para exibições ao vivo se confirma com participações nos principais festivais italianos, como o concerto de 1º de Maio (Concerto del Primo Maggio), o Heineken Jammin' Festival, dentre outros.
O segundo álbum, Mentre tutto scorre, de 2005, colocou definitivamente o grupo nas paradas de sucesso. A música "Mentre tutto scorre" venceu o Prêmio da Crítica de Rádio e TV na 55ª edição do Festival de Sanremo e foi o tema principal do filme La Febbre de Alessandro D'Alatri, que escolhe oito faixas do album para a trilha sonora do filme.
A canção "Mentre tutto scorre" ficou por 20 semanas classificada como a música mais vendida na Itália. 